# Enaliarctidae
Gli enaliarctidi (Enaliarctidae) sono una piccola famiglia di mammiferi carnivori, considerati ancestrali ai pinnipedi attuali (foche e otarie). Sono conosciuti esclusivamente allo stato fossile.
Derivati probabilmente da mustelidi primitivi simili a lontre (come Potamotherium), gli enaliarctidi furono con tutta probabilità animali semiacquatici: le caratteristiche fisiche non avevano ancora raggiunto il grado di specializzazione dei pinnipedi odierni. In particolare, le zampe posteriori erano ancora simili a quelle dei mammiferi terrestri, anche se erano sicuramente dotate di membrane interdigitali. Il genere più noto del gruppo, Enaliarctos, è noto in strati del Miocene inferiore (circa 18 milioni di anni fa) in Nordamerica.